# ウィークエンドショー
『ウィークエンドショー』とは、1965年4月17日から1966年3月26日まで毎日放送（MBS）で放送されたワイドショー・情報番組である。

## 歴史
当初は『MBSウィークエンドショー』というタイトルで関西ローカルで放送されていた。この番組は報道色を強く打ち出したため、「ニュースショー」的な内容となっていた。司会者はMBSのアナウンサー4人のグループ制を採っていた。同年11月からは「MBS」の冠を外し、4局ネットで放送されるようになった。この際に司会をグループ制からメイン司会者を据える方式に変更し、芥川隆行・永六輔・小島正雄夫妻・三木鮎郎が交代で司会を担当していた。一方で、『モーニングショー』司会者の木島則夫に匹敵する司会者の人選も行われていて、その過程でNHKアナウンサーの八木治郎が候補にあがり、交渉の結果八木はNHKを退職した上で1966年1月1日よりメイン司会者となった。
1966年4月に正午の『土曜ショー』との枠交換の形で、『ウィークエンドモーニングショー』に改題された。

## 司会者
1965年4月 - 10月
- 中西安（当時毎日放送アナウンサー）[1]
- 高村昭（当時毎日放送アナウンサー）[1]
- 岡本純江（当時毎日放送アナウンサー）[1]
- 佐伯かをる（毎日放送の前身・新日本放送第1期アナウンサー）[1]

1965年11月 - 12月
- 芥川隆行[2]
- 永六輔[2] - 当時は毎日放送の『大正テレビ寄席』の打ち切りに異を唱えた時期だった。
- 小島正雄夫妻[2]
- 三木鮎郎[2]

1966年1月 - 3月
- 八木治郎[2]
- 水谷百代[4]

## ネット局
| 放送対象地域 | 放送局                       | 備考                 |
| ------------ | ---------------------------- | -------------------- |
| 近畿広域圏   | 毎日放送                     | 制作局               |
| 関東広域圏   | NETテレビ （現・テレビ朝日） | 1965年11月ネット開始 |
| 中京広域圏   | 名古屋テレビ                 | 1965年11月ネット開始 |
| 福岡県       | 九州朝日放送                 | 1965年11月ネット開始 |